# 2022年のイギリス
2022年のイギリス （2022ねんのイギリス）では、2022年のイギリスに関する出来事について記述する。

## 国王等
- 国王
  - ウィンザー朝第4代: エリザベス2世 （1952年2月6日 - 2022年9月8日）
  - ウィンザー朝第5代: チャールズ3世 （2022年9月8日 - ）
- 首相
  - 第77代: ボリス・ジョンソン （保守党、2019年7月24日 - 2022年9月6日）
  - 第78代: リズ・トラス （保守党、2022年9月6日 - 2022年10月25日）
  - 第79代: リシ・スナク （保守党、2022年10月25日 - ）

## できごと

### 1月
- 1月4日 - イギリス国内の1日の新型コロナウイルスの新規感染者数が初の20万人以上となる21万8000人余りであった[1]。
- 1月30日 - サッカーイングランド代表で出場経験があり、マンチェスター・ユナイテッド所属のメイソン・グリーンウッドが恋人からのSNSでの告白により、レイプ・暴行の容疑で逮捕[2]。

### 2月
- 2月4日 - 2022年北京オリンピックの開会式でイギリス選手団が入場。

### 3月
- 3月13日 - 第75回英国アカデミー賞でジェーン・カンピオン監督（ニュージーランド）の『パワー・オブ・ザ・ドッグ』が作品賞を受賞。
- 3月24日 - 2022年議会解散・召集法が成立。2011年議会任期固定法により制限を受けてきた首相の下院解散権が復活。

### 4月
- 4月12日 - 新型コロナウイルスを防止するロックダウンの中、ボリス・ジョンソンが官邸でパーティを開いたとして、罰金の処罰を受けた。違法行為で処罰された初めての現職首相となった[3]。

### 5月
- 5月7日 - サル痘の感染者がイギリスで確認された後、世界的な流行となった[4]。
- 5月23日 - プレミアリーグ2021-2022の最終節でマンチェスター・シティFCが2年連続8度目の優勝[5]。
- 5月24日 - ロンドン地下鉄のエリザベス線の一部区間が開通[6]。
- 5月28日 - UEFAチャンピオンズリーグ 2021-22 決勝でリヴァプールFCがスペインのレアル・マドリードに敗れて準優勝[7]。

### 6月
- 6月2日 - 同年2月6日にエリザベス2世がプラチナ・ジュビリーを迎え、この日から4日間にわたり祝賀行事が開催[8]。
- 6月21日 - 1989年以来33年ぶりとなる規模の鉄道業界のストライキが開始[9]。

### 7月
- 7月3日 - シルバーストン・サーキットで2022年イギリスグランプリを開催。
- 7月5日 - 第2次ジョンソン内閣のリシ・スナク財務大臣とサジド・ジャヴィド保健・社会介護大臣がジョンソン首相に信頼を置けなくなったとして辞任[10]。
- 7月7日 - 2022年ウィンブルドン選手権でリバプール出身のニール・スクプスキ（英語版）が混合ダブルスで連覇[11]。
- 7月17日 - PGAツアー・2022年全英オープン (ゴルフ)（英語版）で、前年優勝のローリー・マキロイ（ 北アイルランド）が1位と2打差の3位[12]。
- 7月20日 - リンカンシャー州コニングスビー（英語版）、ヒースロー空港、ノッティンガムシャーグリングリー・オン・ザ・ヒル（英語版）、セント・ジェームズ・パーク (ロンドン)などで国内観測史上初の気温40度以上を記録、従来の最高記録は2019年の38.7度だった[13]。
- 7月28日 - 2022年コモンウェルスゲームズがバーミンガムで開幕。
- 7月31日 - ウェンブリー・スタジアムで開催されたUEFA欧州女子選手権2022決勝で、イングランド代表がドイツ代表を破って初優勝。MVPはイングランド代表のベス・ミード（英語版）[14]。

### 8月
- 8月15日 -  スコットランドで生理用品の無償提供を義務付ける法律が世界で初めて施行[15]。

### 9月
- 9月5日 - 2022年7–9月イギリス保守党党首選挙の5回にわたる投票の結果、リズ・トラスが当選。
- 9月6日 - 第77代首相ボリス・ジョンソンが辞任し、後任としてリズ・トラスが首相に就任。トラス内閣が成立。
- 9月8日 - 女王エリザベス2世の死去。同日、チャールズ3世が王位を継承し即位。
- 9月19日 - 女王エリザベス2世の国葬。ウェストミンスター宮殿に安置された棺へ弔問したのは約25万人だった[16]。
- 9月20日 - 2023 ワールド・ベースボール・クラシック予選で野球イギリス代表が野球スペイン代表に勝ち、予選の3試合を全勝となり、初の本大会への出場権を獲得[17]。

### 10月
- 10月14日 - リズ・トラス首相はクワシ・クワーテン財務大臣を、就任からわずか38日で解任[18]。
- 10月19日 - スエラ・ブレイバーマン（英語版）内務大臣が、自身が同僚に公文書を送る際に個人の電子メールアカウントを使用し、閣僚規範に反したとして引責辞任[19]。
- 10月20日 - リズ・トラス首相が史上最短の45日で辞任[20]。
- 10月21日 - 本年に設立された環境運動団体の「ジャスト・ストップ・オイル」は、過激な抗議活動により複数人が逮捕されているが、活動家に死刑が課されない限りは活動を続けることを宣言[21]。
- 10月22日 - 2022年世界ミックスカーリング選手権大会が スコットランドのアバディーンで開催され、スコットランドが準優勝。
- 10月25日 - 2022年10月イギリス保守党党首選挙の後、第78代首相リズ・トラスが辞任し、後任としてリシ・スナクが首相に就任。スナク内閣が成立。

### 11月
- 11月8日 - スナク内閣のギャヴィン・ウィリアムソン無任所国務大臣が議員や閣僚へのパワーハラスメントを非難され、辞任[22]。
- 11月12日 - 2022/2023 ISUグランプリシリーズ・2022年MKジョン・ウィルソン杯でアイスダンスのライラ・フィアー・ルイス・ギブソンペアが準優勝。
- 11月29日 - 2022 FIFAワールドカップグループBの第3節でイングランド代表とウェールズ代表が対戦し、イングランド代表が3-0で勝利[23]。

### 12月
- 12月10日
  - 2022 FIFAワールドカップ準々決勝でイングランド代表がフランス代表に1-2で敗退[24]。
  -  ジャージー島セント・ヘリアのアパートで爆発が発生し、3人が死亡、10人以上が行方不明[25]。
- 12月15日 - ブリクストン・アカデミーで群衆事故が発生し、2人が死亡[26]。
- 12月24日 - マージーサイド・ウォラシー（英語版）のパブで銃乱射事件が発生し、1人が死亡、4人が負傷[27]。

## 周年
- 2月6日 - エリザベス2世即位60周年。
- 4月2日 - フォークランド紛争勃発から40年[28]。

## 死去

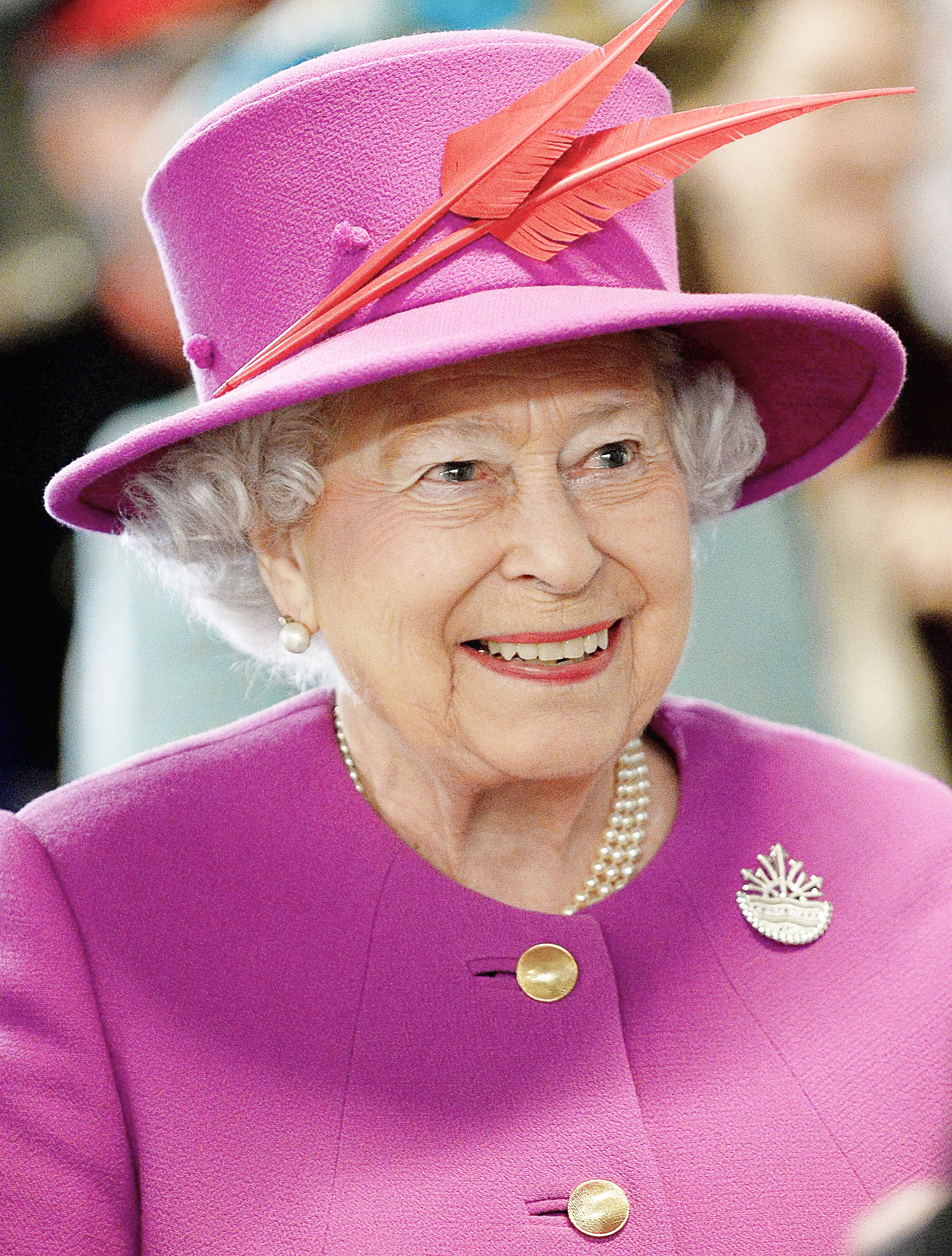
エリザベス2世

- 2月9日 - イアン・マクドナルド：ロックミュージシャン（* 1946年）
- 3月6日 - ロビー・ブライトウェル：陸上競技選手、1964年東京五輪銀メダリスト （* 1939年）
- 4月9日 - ジャック・ヒギンズ：小説家（* 1929年）
- 5月3日 - トニー・ブルックス：元レーシングドライバー（* 1932年）
- 5月29日 - レスター・ピゴット：騎手（* 1935年）
- 6月9日 - ビリー・ビンガム：サッカー北アイルランド代表および同監督（* 1931年）
- 7月11日 - モンティ・ノーマン：作曲家（* 1928年）
- 7月24日 - デビッド・ワーナー：俳優（* 1941年）
- 7月26日 - ジェームズ・ラブロック：科学者、ガイア理論提唱者（* 1919年）
- 7月28日 - テリー・ニール（英語版）：サッカー北アイルランド代表および同監督（* 1942年）
- 9月8日 - エリザベス2世：ウィンザー朝第4代女王（* 1926年）
- 10月14日 - ロビー・コルトレーン：俳優（* 1950年）
- 10月16日 - アンジェラ・ランズベリー：女優（* 1925年）
- 11月8日 - エヴェリン・ロバート・ド・ロスチャイルド：銀行家、元N・M・ロスチャイルド&サンズ頭取（* 1931年）
- 11月11日 - キース・レヴィン：ギタリスト、ザ・クラッシュメンバー（* 1957年）
- 11月23日 - デヴィッド・ジョンソン：サッカーイングランド代表（* 1951年）
- 11月27日 - モーリス・ノーマン：サッカーイングランド代表（* 1934年）
- 11月30日 - クリスティン・マクヴィー：ミュージシャン、フリートウッド・マックメンバー（* 1943年）
- 12月22日 - ジョージ・コーエン（英語版）：サッカーイングランド代表（* 1939年）
- 12月29日 - ヴィヴィアン・ウエストウッド：ファッションデザイナー（* 1941年）